# Pellouailles-les-Vignes
Pellouailles-les-Vignes és un municipi francès situat al departament de Maine i Loira i a la regió de País del Loira. L'any 2007 tenia 2.378 habitants.

## Demografia

### Població
El 2007 la població de fet de Pellouailles-les-Vignes era de 2.378 persones. Hi havia 818 famílies de les quals 137 eren unipersonals (57 homes vivint sols i 80 dones vivint soles), 236 parelles sense fills, 384 parelles amb fills i 61 famílies monoparentals amb fills.
La població ha evolucionat segons el següent gràfic:
Habitants censats

### Habitatges
El 2007 hi havia 884 habitatges, 846 eren l'habitatge principal de la família, 6 eren segones residències i 33 estaven desocupats. 694 eren cases i 186 eren apartaments. Dels 846 habitatges principals, 571 estaven ocupats pels seus propietaris, 261 estaven llogats i ocupats pels llogaters i 13 estaven cedits a títol gratuït; 7 tenien una cambra, 45 en tenien dues, 105 en tenien tres, 199 en tenien quatre i 491 en tenien cinc o més. 745 habitatges disposaven pel capbaix d'una plaça de pàrquing. A 330 habitatges hi havia un automòbil i a 493 n'hi havia dos o més.

### Piràmide de població
La piràmide de població per edats i sexe el 2009 era:
| Homes | Edats   | Dones |
| ----- | ------- | ----- |
| 0     | 95 o +  | 0     |
| 0     | 90 a 94 | 1     |
| 2     | 85 a 89 | 6     |
| 2     | 80 a 84 | 5     |
| 14    | 75 a 79 | 12    |
| 19    | 70 a 74 | 17    |
| 19    | 65 a 69 | 17    |
| 27    | 60 a 64 | 26    |
| 34    | 55 a 59 | 33    |
| 67    | 50 a 54 | 70    |
| 71    | 45 a 49 | 76    |
| 89    | 40 a 44 | 73    |
| 99    | 35 a 39 | 117   |
| 108   | 30 a 34 | 111   |
| 56    | 25 a 29 | 71    |
| 65    | 20 a 24 | 57    |
| 101   | 15 a 19 | 80    |
| 124   | 10 a 14 | 105   |
| 113   | 5 a 9   | 112   |
| 84    | 0 a 4   | 81    |

## Economia
El 2007 la població en edat de treballar era de 1.594 persones, 1.243 eren actives i 351 eren inactives. De les 1.243 persones actives 1.166 estaven ocupades (594 homes i 572 dones) i 77 estaven aturades (42 homes i 35 dones). De les 351 persones inactives 114 estaven jubilades, 159 estaven estudiant i 78 estaven classificades com a «altres inactius».

### Ingressos
El 2009 a Pellouailles-les-Vignes hi havia 880 unitats fiscals que integraven 2.516 persones, la mediana anual d'ingressos fiscals per persona era de 18.192 €.

### Activitats econòmiques
Dels 72 establiments que hi havia el 2007, 10 eren d'empreses de fabricació d'altres productes industrials, 10 d'empreses de construcció, 19 d'empreses de comerç i reparació d'automòbils, 4 d'empreses de transport, 1 d'una empresa d'hostatgeria i restauració, 1 d'una empresa d'informació i comunicació, 2 d'empreses financeres, 3 d'empreses immobiliàries, 12 d'empreses de serveis, 4 d'entitats de l'administració pública i 6 d'empreses classificades com a «altres activitats de serveis».
Dels 16 establiments de servei als particulars que hi havia el 2009, 1 era una gendarmeria, 1 oficina de correu, 2 tallers de reparació d'automòbils i de material agrícola, 5 guixaires pintors, 2 fusteries, 1 lampisteria, 3 perruqueries i 1 saló de bellesa.
Dels 6 establiments comercials que hi havia el 2009, 1 era un supermercat, 2 fleques, 1 una sabateria, 1 un drogueria i 1 una floristeria.
L'any 2000 a Pellouailles-les-Vignes hi havia 9 explotacions agrícoles que ocupaven un total de 188 hectàrees.

## Equipaments sanitaris i escolars
L'únic equipament sanitari que hi havia el 2009 era una farmàcia.
El 2009 hi havia 1 escola maternal i 1 escola elemental.

## Poblacions més properes
El següent diagrama mostra les poblacions més properes.